# Koryakavia
Koryakavia (Russisch: Корякавиа) is een Russische luchtvaartmaatschappij met haar thuisbasis in Tilichiki.

## Geschiedenis
Koryakavia is opgericht in 1956 als de Koryak divisie van Aeroflot.
Na 1992 werd de naam gewijzigd in Koryak Air Enterprise en in 2001 werd de huidige naam ingevoerd.

## Vloot
De vloot van Koryakavia bestaat uit: (nov.2006)
- 1 Antonov AN-74 (A)